# ووودوویتسه (استان سیلسیان)
ووودوویتسه (به لاتین: Włodowice) یک روستا در لهستان است که در گمینا ووودوویتسه واقع شده‌است. ووودوویتسه ۱٬۲۰۰ نفر جمعیت دارد.